# ادیسا (روستا)
ادیسا (گرجی: ედისა، آسی: Едыс) یک سکونتگاه در ناحیه دزاو در کشور گرجستان است.